# 飯島清
飯島 清（いいじま きよし、1930年2月21日 - 1996年4月26日）は、日本の政治評論家、コメンテーター、選挙プランナー。

## 来歴
埼玉県児玉郡児玉町生まれ。中央大学法学部卒業。
商事会社経営、サラリーマンを経たのち、政治研究グループ「山王クラブ」を結成し選挙問題の研究を始めた。また、藤山愛一郎の主催する政治塾「藤山政治大学院」で受講生の指導にあたった。「政治をよくするためには選挙制度をよくしなければならない」という考えの下、「理想の選挙」を掲げ、レポートを国会議員に配布するが、ほとんどの議員から「選挙を実際に知らないから、こんなことが言えるのだ」と冷笑されたという。
1962年7月の自民党総裁選への出馬を見据えた藤山は、この年の参院選全国区の候補者に、いとこでタレントの藤原あきを擁立。藤山は飯島に「君たちがいままで勉強したものを実地にやってみたらどうかね。結果については私が責任を持つ。きれいな選挙というものを試してみなさい」と声をかけ、選対の選挙参謀に加えた。藤山政治大学院の受講生から、平均年齢21歳の若手運動員が選挙スタッフとして抜粋され、事務長の小泉純也衆議院議員と娘の小泉信子のほか、飯島、小林錡衆議院議員の元秘書の原嶋亮二、日本大学法学部を卒業したばかりの杉浦和彦らが選対の中心メンバーとなった。藤原は参院選全国区トップで初当選を果たした。

### 石原慎太郎の選挙参謀へ
1967年8月8日に藤原が任期中に病死。気落ちしていた頃、京都産業大学で国際政治を研究していた若泉敬から「アメリカでディーン・ラスク国務長官と会ってきたよ」と連絡が入った。東京プリンスホテルで落ち合うと、若泉は「今日の夜、石原慎太郎君を講師に招いて『有志の会』を開くのだが、会に出席してくれないか」と言った。『有志の会』とは若泉、岩崎寛弥、佐々淳行らが中心となって作った勉強会で、飯島もそのメンバーだった。飯島がその日の夜は用事があって出席できないと断ると、若泉は石原がホテルに部屋をとって今もいるはずだから会ってくれとさらに頼んだ。部屋に入ると石原は初対面の飯島にいきなり、力をかしてほしい、と言った。石原が翌年の参院選出馬に向けて自民党から公認を得ていたことは飯島も知っていた。石原は飯島が何度断っても、電話をかけ、早口でまくしたて、飯島を口説いた。飯島のところには、同じように党公認で参院選全国区に立候補予定だった永野鎮雄の手伝いの話が持ち掛けられていたが、これも断っていた。石原は「若い人の政治への参加という夢についても、君はノーというのか？」と詰め寄り、飯島は根負けして石原の選対に入った。
飯島はマーケティング理論や社会心理学を応用したイメージ・キャンペーンに腐心。1968年2月から5月中旬にかけて石原を計23回テレビに出演させた。また、作家という「知的イメージ」と「若さ」を有権者に売り込むため、遊説に当たっては、胸に日の丸をあしらった白いブレザーに紺のスラックス、紺のストライプのネクタイという服装で臨ませた。同年7月に参院選は行われ、石原も全国区でトップ当選を果たした。石原の党内の後ろ盾は運輸大臣の中曽根康弘だった。
1975年2月14日、毎日新聞朝刊は、当時衆議院議員だった石原慎太郎が同年4月の東京都知事選挙への自民党からの出馬要請を事実上受諾したと報じた。飯島は石原の陣営に入り、参謀として選挙運動全体を取り仕切った。同年3月初め、浅利慶太とともに黛敏郎を訪ね、出馬記者会見への出席を依頼。3月6日に石原は正式に出馬表明し、黛は選挙母体である「新しい東京をつくる都民の会」の代表に就任した。石原は遠藤周作、黒川紀章、鶴田浩二、高峰三枝子など著名人や統一教会の支援を受けるも、現職の美濃部亮吉に小差で敗れた。
その後は、選挙解説者、政治評論家、コメンテーターとして、テレビ番組に多数出演した。「日曜放談」のレギュラー、自民党洋上大学の講師も務めた。
石原を通じて中曽根康弘の知遇を得た飯島は重用され、1985年9月、政府税制調査会特別委員に任命された。1987年7月21日、臨時行政改革推進審議会の土地対策検討委員会（土地臨調）のメンバー22人が決定。江副浩正、本間義人、屋山太郎、石原信雄らとともに飯島もメンバーに選ばれた。
1988年11月、譲り受けたリクルートコスモスの未公開株1万株で約2,200万円の売却益を得ていたことが発覚（リクルート事件）。このため政府税制調査会特別委員を辞任した。出演していた「日曜放談」などの番組も降板となった。
1996年4月26日に死去。66歳没。

## 著書・編書
- 飯島清『人の心をつかむ法 科学的選挙戦術応用』番町書房、1969年7月25日。
- 飯島清『近代選挙入門』 ごま書房、1976年。
- 飯島清（編）『選挙の読み方』 潮出版社、1979年2月
- 飯島清（編）『わが家の行革 : スリム時代を生きる技術』 広池学園出版部、1983年6月。